# Rosenberg (Thüringer Schiefergebirge)
Der Rosenberg ist ein 715,7 m ü. NHN hoher Berg im Thüringer Schiefergebirge etwa 2 km östlich von Katzhütte im Landkreis Saalfeld-Rudolstadt. Von Katzhütte ist der Rosenberg auch am leichtesten zu erreichen. Dabei sind rund 250 Höhenmeter zu überwinden.